# Fernán-Núñez (kommunhuvudort)
Fernán-Núñez är en kommunhuvudort i Spanien.   Den ligger i provinsen Province of Córdoba och regionen Andalusien, i den södra delen av landet, 300 km söder om huvudstaden Madrid. Fernán-Núñez ligger 325 meter över havet och antalet invånare är 9 374.
Terrängen runt Fernán-Núñez är huvudsakligen platt, men söderut är den kuperad. Fernán-Núñez ligger uppe på en höjd. Runt Fernán-Núñez är det ganska tätbefolkat, med 78 invånare per kvadratkilometer. Närmaste större samhälle är Montilla, 12,1 km sydost om Fernán-Núñez. Trakten runt Fernán-Núñez består till största delen av jordbruksmark.